# Вознесенский собор (Симбирск)
Спасо-Вознесенский собор — утраченный православный храм в Симбирске (ныне Ульяновск). Построен в 1901—1904 годах в русском стиле. Был главным символом города в начале XX века. Разрушен коммунистами в 1936—1938 годах.

## История

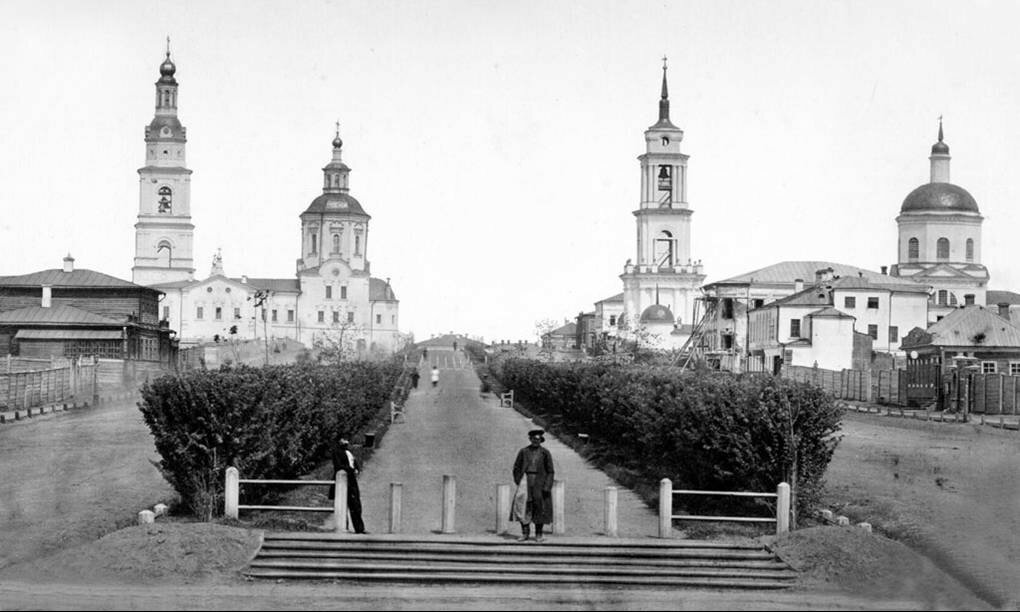
Большая Саратовская улица, вид на Троицкую церковь (справа) и Воскресенский собор (слева) (фото 1900).

Приходская деревянная церковь была построена на месте храма, вскоре после основания Симбирска, в 1660 году.
В 1729 году её сменил каменный храм в два этажа с приделом и колокольней, ставший в 1844 году соборным.
Прихожанином собора был святой блаженный Андрей Симбирский.
В ней восприняли Св. Крещение Пётр Михайлович и Николай Михайлович Языковы.
В 1809—1829 годах была сооружена четырёхъярусная колокольня.
В 1812 году в ней был крещён Иван Гончаров.
6.11.1812 года здесь крестили дочь Екатерину, старшего учителя Симбирской гимназии Дмитрия Матвеевича Перевощикова.
10.11.1812 года здесь крестили дочь генерала П. В. Киндякова Екатерину, будущая жена Александра Николаевича Раевского.
8.01.1848 года здесь венчались Григорий Сергеевич Аксаков с Софьей Александровной Шишковой.
С 1856 по 1863 годы купец Алексей Петрович Кирпичников был церковным старостой Спасо-Вознесенского собора. В 1859 году его усердием колокольня была надстроена, а шпиль на ней заменили золоченой главой.

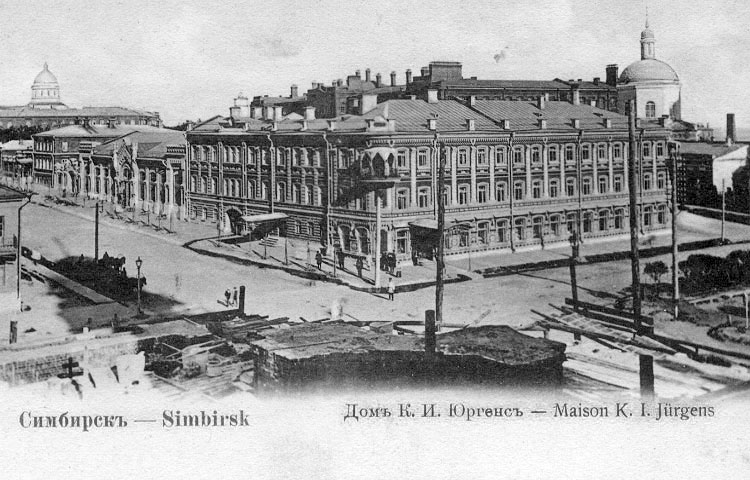
Дом Юргенса, на переднем плане — стройматериалы для строящегося собора (1901 г.).

На верхнем ярусе колокольни в 1869 году были установлены городские часы английской фирмой «T. Cook&Sons, York&London» («Кук и сыновья»), подаренные городу графом Владимиром Орловым-Давыдовым .

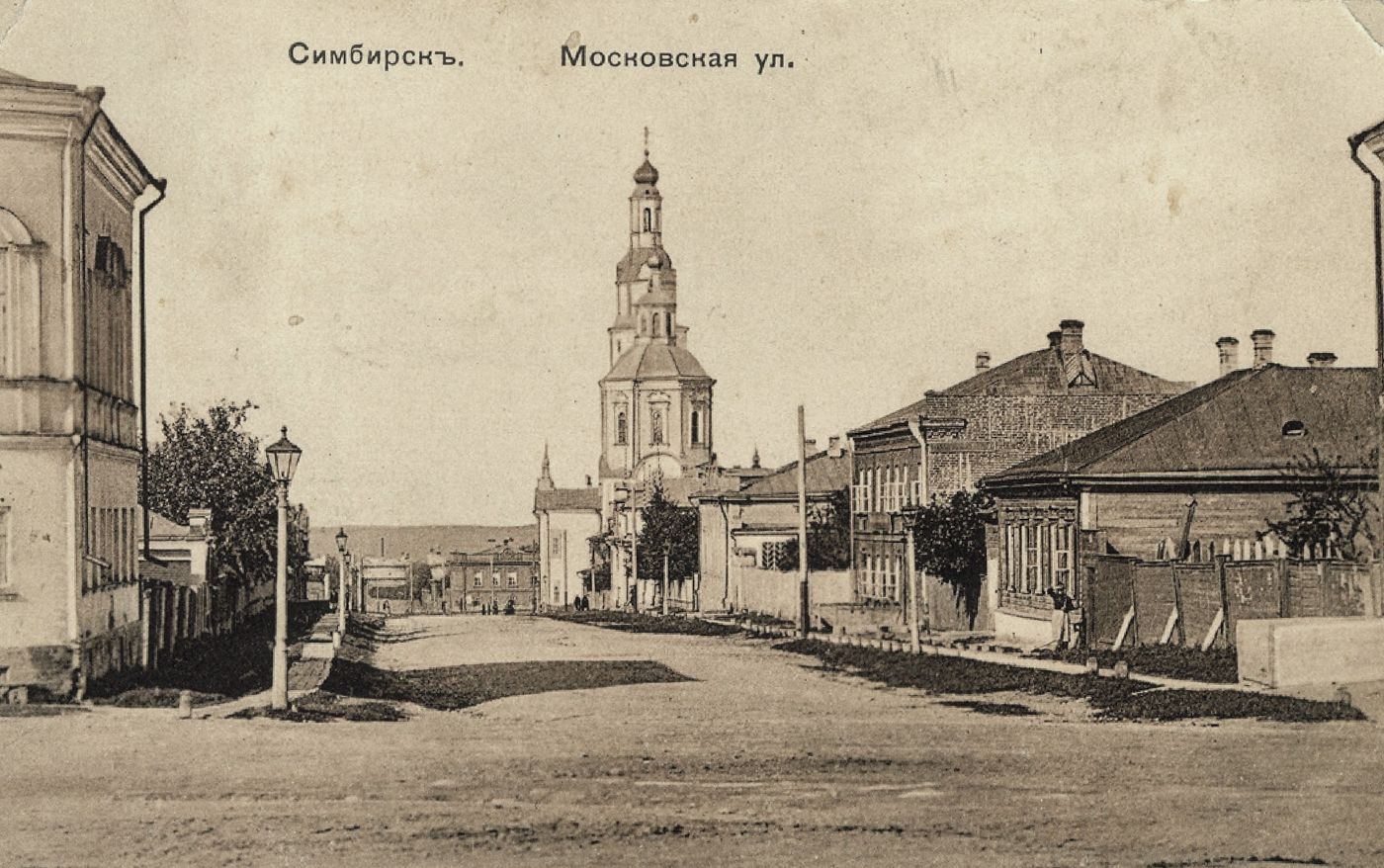
Вид на старый Вознесенский собор до строительства нового, от перекрёстка Спасской улицы и Московской улице, 1900 год.

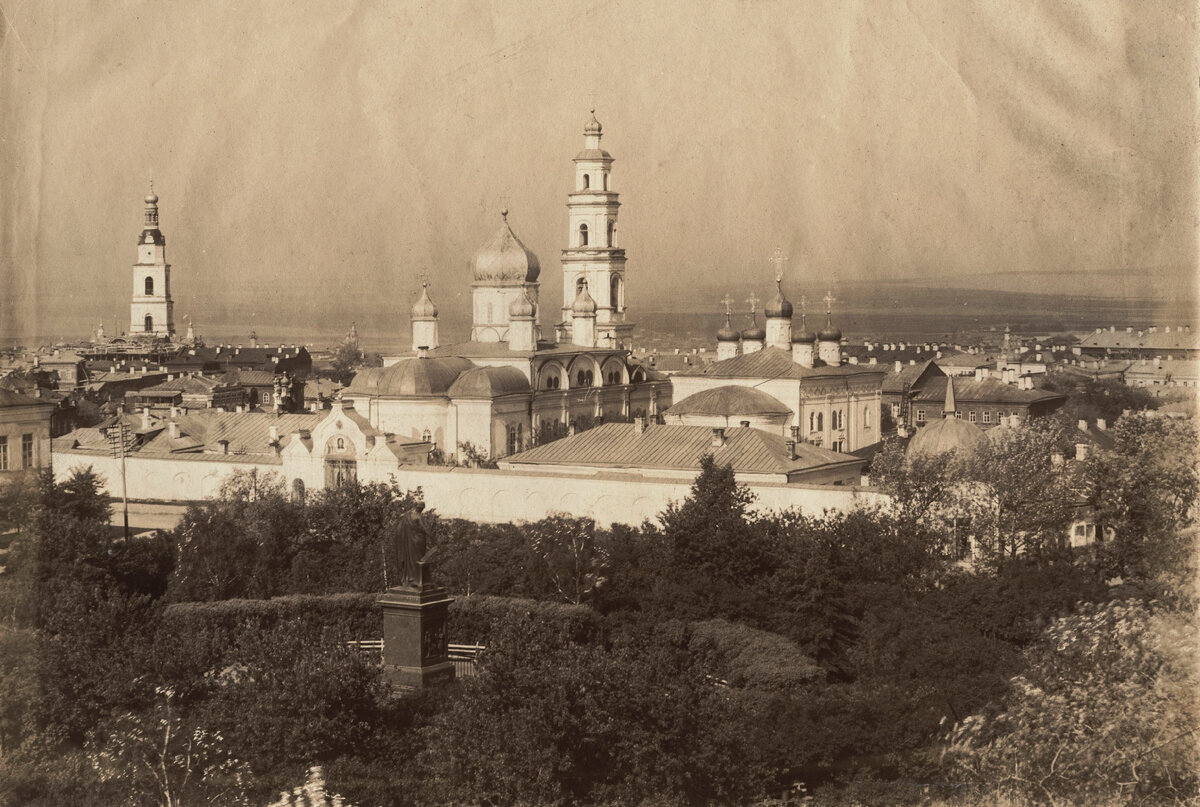
Вид на Спасский монастырь, слева, в верхней части — Вознесенский собор (1902).

В 1901—1906 годах собор, за исключением колокольни и трапезной, был разобран, а на его месте, на пересечении улиц Большой Саратовской и Московской (ныне Гончарова и Ленина), по проекту архитектора Николая Розетти, был возведён храм в русском стиле с использованием элементов церковного зодчества XVII века, увенчанный куполами и шатрами. Вверху Вознесенский храм с пределами Воскресенским и Иоанна Воина, внизу Рождество-Богородицкий храм с пределами Иоанна Богослова и Всех Скорбящих. Площадь собора составила 755 м², высота купола — 32 м. Собор хорошо просматривался со всех сторон города. 10 сентября (по ст. ст.) 1906 года состоялось освящение перестроенного Спасо-Вознесенского собора.
9 июня 1907 года в Вознесенском соборе отпевали почётного гражданина Симбирска, купца Петра Андреевича Пастухова. Службу вёл сам архиепископ Иаков (Пятницкий).
В 1923—1930 гг. собор являлся кафедральным собором раскольников-обновленцев. В июне 1930 года были сняты колокола, а 3 мая 1932 года Спасо-Вознесенский собор был закрыт с последующим использованием «для удовлетворения культурно-бытовых нужд рабочих города», под фабрику-кухню, а в 1936—1938 году уничтожен.
Сейчас на месте собора находится Памятник И. А. Гончарову и сквер им. И. А. Гончарова.

## Духовенство
- священник Фёдор Степанович Троицкий (с 1817 до 14.10. 1818, затем перевели в Михайло-Архангельскую церковь с. Архангельское)[14];
- священник Егор Ласточкин (на 1821)[15];
- священник Василий Архангельский (на 1841)[6];
- протоиерей Георгий Степанович Мизерандов († 25.4.1876)[16];
- диакон Константин Розов[1].
- протоиерей Андрей Никольский († 14.1.1892)[17];
- священник Филипп Феодорович Ильин (с 13.10.1915 до 1932)[18];
- Иоанн (Никольский), был настоятелем Спасо-Вознесенского Собора[19][20][21].

## Святыни
- На втором этаже собора хранилась походная икона Симбирского ополчения 1812 года[6].

## Память
- Часы с колокольни собора ныне установлены на башенке Дома Гончарова в 1974 году[7].
- В 2014 году в сквере «Возрождения Духовности» Вознесенскому собору установлен памятный знак.

Крест- памятник в памяти утраченных храмов.
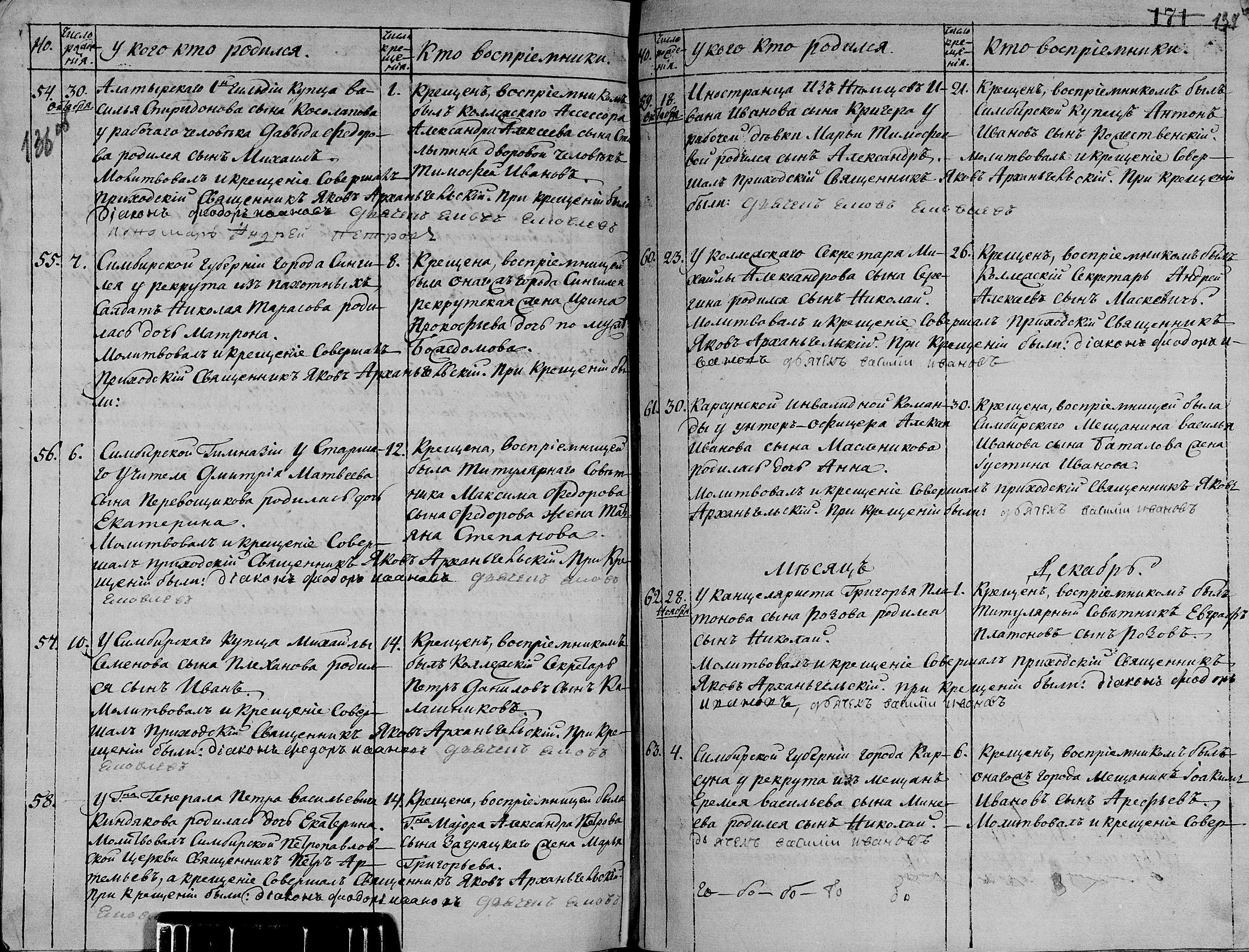
Метрическая запись о рождении: Екатерины Петровны Киндяковой, дочери П. В. Киндякова (№ 58) и Екатерины Перевощиковой, дочери Д. М. Перевощикова (№ 56).
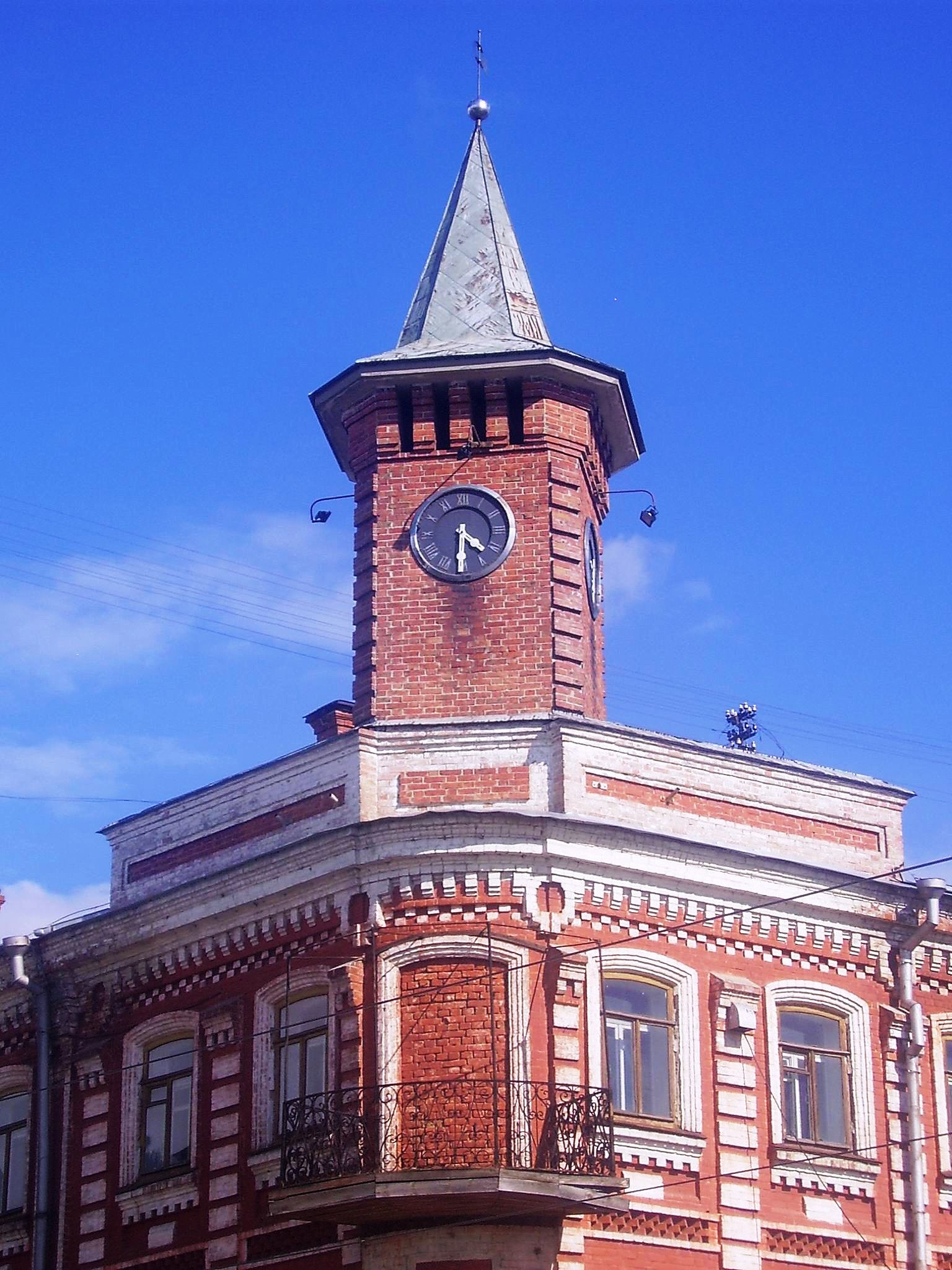
Дом Гончарова - Часы с колокольни Собора.
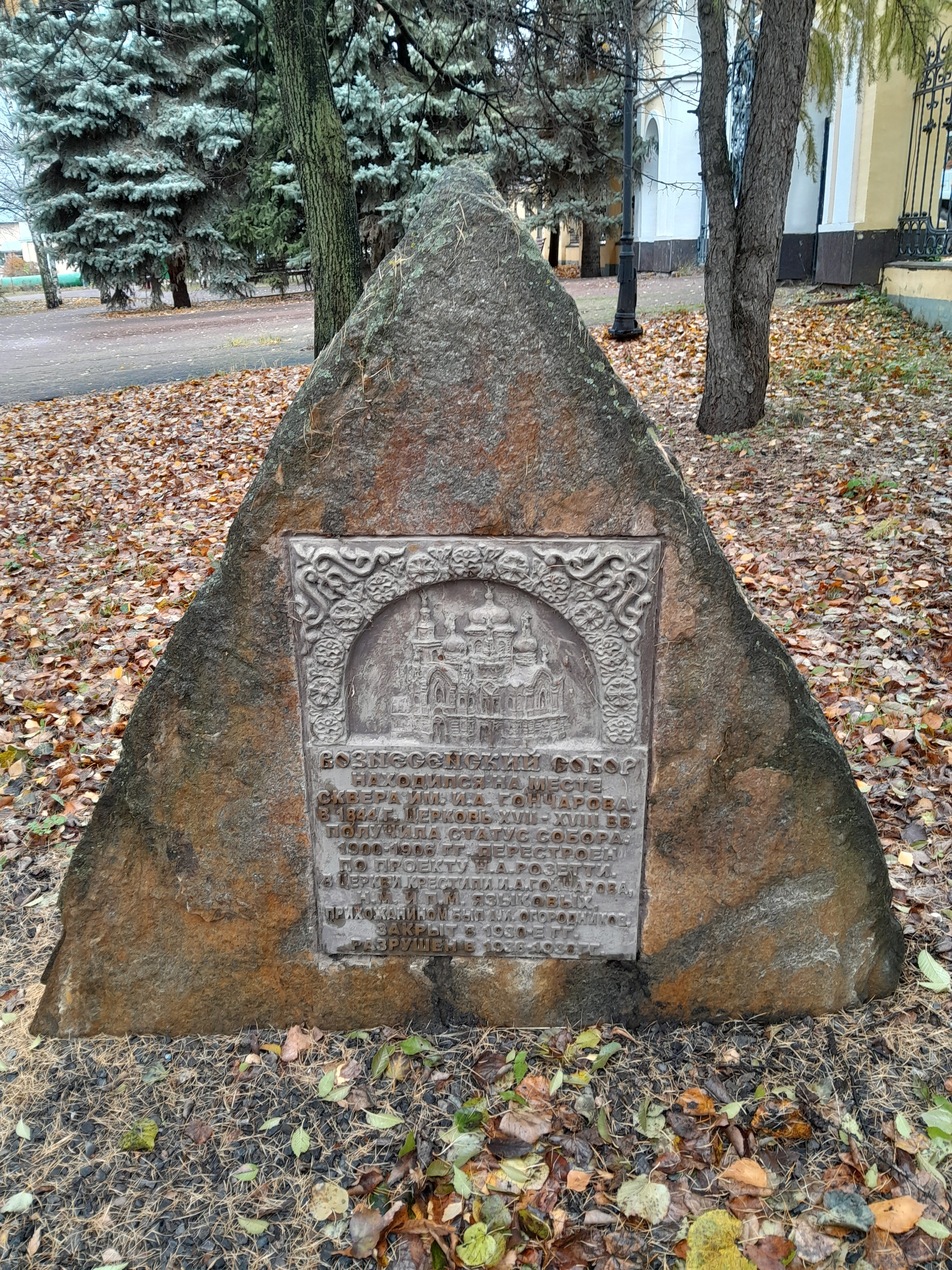
Памятный знак Вознесенскому собору.